# Enchytraeus lacteus
Enchytraeus lacteus är en ringmaskart som beskrevs av Nielsen och Christensen 1961. Enchytraeus lacteus ingår i släktet Enchytraeus och familjen småringmaskar. Arten är reproducerande i Sverige. Inga underarter finns listade i Catalogue of Life.